# Audi 100 Coupé S
La Audi 100 Coupé S, chiamata anche 100S o 100 Coupe è un'autovettura sportiva di fascia media prodotta dal 1969 al 1976 dalla casa automobilistica tedesca Audi.

## Storia e profilo

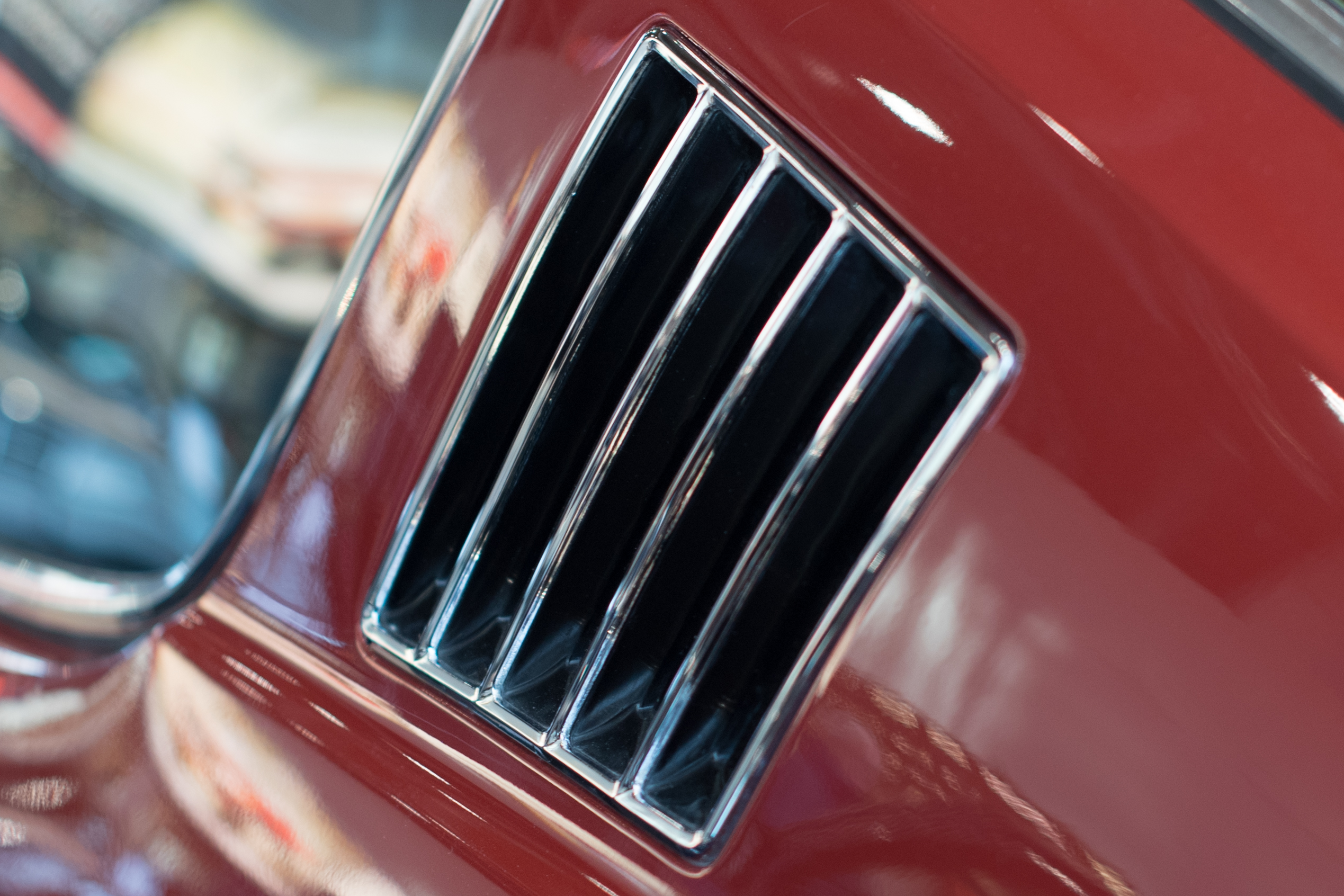
Dettaglio della presa d'aria nel montante posteriore

### Sviluppo e contesto
Come per la berlina 100, anche la 100 Coupé S fu fortemente voluta da Ludwig Kraus, che auspicava una coupé nella rediviva gamma Audi. Il progetto relativo a tale versione coupé fu avviato già poco tempo dopo quello relativo alla berlina. Il disegno della carrozzeria vide anche il contributo di un allora giovane Hartmut Warkuß, futuro capo del design Volkswagen negli anni '90. Per lo sviluppo dell'Audi 100 Coupé S, si scelse di non distaccarsi troppo dal design originario che aveva caratterizzato la berlina. L'esordio dell'Audi 100 Coupé S avvenne al Salone di Francoforte nel settembre del 1969, anche se l'effettivo lancio commerciale si ebbe oltre un anno dopo, vale a dire nell'ottobre del 1970.

### Design e interni
La vettura era caratterizzata prevalentemente dal completo ridisegnamento della parte posteriore, con montanti posteriori e lunotto fortemente inclinati. I montanti posteriori, in particolare, furono completamente rivisti e divennero molto più robusti, incorporando inoltre una presa d'aria su ogni montante posteriore. Anche l'estremità della coda subì evidenti modifiche, a partire dai gruppi ottici, sempre a sviluppo orizzontale ma ridisegnati in maniera decisa.
La carrozzeria perse l'impostazione a tre volumi per divenire una vera e propria coupé a due volumi di tipo fastback impostata nelle proporzioni in maniera non troppo dissimile dalla Fiat Dino Coupé, la quale occupava però una fascia di mercato superiore. In ogni caso, anche la parte anteriore non fu esente da rivisitazioni, e allora ecco che il frontale ricevette nuovi fari sdoppiati di forma circolare, una soluzione introdotta per la prima volta nella coupé e che solo l'anno seguente sarebbe stata proposta a richiesta anche nella berlina. Il corpo vettura venne inoltre ribassato di 67 mm rispetto alla berlina e anche il parabrezza risultò quindi più inclinato e più piatto.
L'abitacolo dell'Audi 100 Coupé S venne maggiormente curato rispetto alla berlina, perciò andò a integrare nel suo equipaggiamento anche il cruscotto in radica di legno e parzialmente imbottito, i sedili con poggiatesta e il volante sportivo a 4 razze, che tra l'altro era anche regolabile in altezza, seppur non di molto (l'escursione verticale della regolazione era di 4 centimetri appena).

### Meccanica e motori
Dal punto di vista meccanico si ebbero pure delle novità, a partire dal pianale, accorciato di 115 mm nell'interasse, che passò così da 2.675 a 2.560 mm. Anche lo sbalzo posteriore diminuì sensibilmente, cosicché la versione coupé risultò nel complesso più corta di 22,7 cm rispetto alla berlina. Ciò contribuì ad accrescere le doti di agilità della vettura, che tra l'altro conobbe anche alcuni aggiornamenti in chiave sportiveggiante alle sospensioni, in particolare per quanto riguardava la larghezza delle carreggiate, leggermente aumentata. Anche il battistrada degli pneumatici venne allargato di 2 cm, passando da 165 a 185 mm di sezione, ma sempre con cerchi da 14 pollici di diametro. Inoltre, i freni a disco anteriori divennero autoventilanti e a 4 pistoncini.
Per quanto riguarda il motore utilizzato, l'Audi 100 Coupé S fu equipaggiata con un'unità da 1,9 litri (1871 cm³), frutto della rialesatura del motore da 1,8 e da 100 CV montato sotto il cofano della berlina 100 LS. Oltre che di un aumento di cilindrata, tale motore usufruì anche di un aumento di potenza massima, passando a 115 CV. La vettura accelerava da 0 a 60 mph (0–97 km/h) in 9,7 secondi.
Inizialmente si era deciso di proporre anche una variante da 100 CV nella gamma della coupé, ma per motivi di organizzazione delle linee di produzione, si scelse alla fine di optare solo per la variante più potente.

### Evoluzione
Il primo passo evolutivo concernente l'Audi 100 Coupé S si ebbe un anno dopo il suo esordio commerciale, nell'ottobre del 1971, quando la vettura divenne disponibile a richiesta anche con il cambio automatico a 3 rapporti. Contemporaneamente, il motore da 1,9 litri divenne a un solo carburatore anziché a due, pertanto la potenza scese, benché di poco, passando a 112 CV. Questo aggiornamento, così come tutti gli altri a seguire, seguì di pari passo quelli a cui fu soggetta anche l'Audi 100 berlina, comprese le modifiche alla scocca avvenute nel 1973 per ottemperare alle normative USA in materia di crash test e il restyling avvenuto sempre nello stesso anno, nonché gli aggiornamenti a sospensioni e impianto frenante.
L'ultima Audi 100 Coupé S uscì dalle linee di montaggio di Neckarsulm nell'estate del 1976: in totale furono 30.687 gli esemplari di coupé prodotti. L'eredità di tale modello venne raccolta alcuni anni dopo dalla prima generazione dell'Audi Coupé B2.
La vettura, in seguito negli anni 2000, ha inspirato la realizzazione dell'Audi A7, che be ha raccolto l'eredità di coupé di punta del costruttore tedesco.

## Coupé S V3/V4
Nel 1973, Audi, insieme con la collaborazione di Porsche, sviluppò due prototipi basati sull'Audi 100 Coupé S. Il primo fu chiamato "V3" ed era equipaggiata con un motore V8 prototipale con una potenza di 350 CV e con la trazione posteriore, entrambe derivate dalla 928 che in quel periodo era ancora in fase di progettazione. Esteticamente la carrozzeria aveva parafanghi allargati e svasati, per adattarsi alle carreggiata più ampie dovute al motore più grosso e potente. La "V4" era un'altra 100 Coupé S, ma ulteriormente sviluppata con una carrozzeria allargata di 4,3 pollici per accogliere la meccanica della 928 e la carreggiata ancor più larghe.